# Пьотър фон Енден
Пьотър Петрович фон Енден (на руски: Петр Петрович фон Энден) (на немски: Peter Johann Immanuel von Enden) е руски офицер, генерал-лейтенант. Участник в Руско-турската война (1877-1878).

## Биография
Пьотър фон Енден е роден на 18 ноември 1838 г. в семейството на потомствен лютерански дворянин. Средно образование завършва в Московската гимназия. Ориентира се към военното поприще и постъпва на действителна военна служба на 11 април 1856 г. Произведен е в първо офицерско звание прапоршчик с назначение за командир на рота в Почетния на Негово Величество конвой на 29 август
1859 г.
Участва в потушаването на Полското въстание (1863-1864). Повишен е последователно във военно звание капитан и флигел-адютант (1863, 1875).
Участва в Руско-турската война (1877-1878). Служи в състава на Почетния на Негово Величество конвой. Командирован е в сборния отряд с командир генерал-майор Александър Имеретински, който превзема Ловеч на 22 август 1877 г. Бие се храбро в състава на дясната колона с командир генерал-майор Владимир Доброволски. Получава тежка контузия при атаката на височините при село Пресяка, но остава в строя. Награден е със златно оръжие „За храброст“ и орден „Свети Владимир“ IV степен с мечове и бант. Повишен е във военно звание полковник от 30 август 1877 г. и е изтеглен за лечение в Русия.
След войната е командир на 80-и пехотен Калардински полк, 2-ри пехотен Софийски полк и Лейбгвардейския резервен полк (1879-1888). Повишен е във военно звание генерал-майор от 1888 г. с назначение за командир на лейбгвардейския Московски полк (1889). Назначен е за командир на 1-ва бригада на гвардейската пехотна дивизия и 2-ра бригада на 13-а пехотна дивизия (1893, 1895). Повишен е във военно звание генерал-лейтенант от 10 май 1897 г.
Умира на 28 август 1909 г. в Санкт Петербург.